# Буровий інструмент

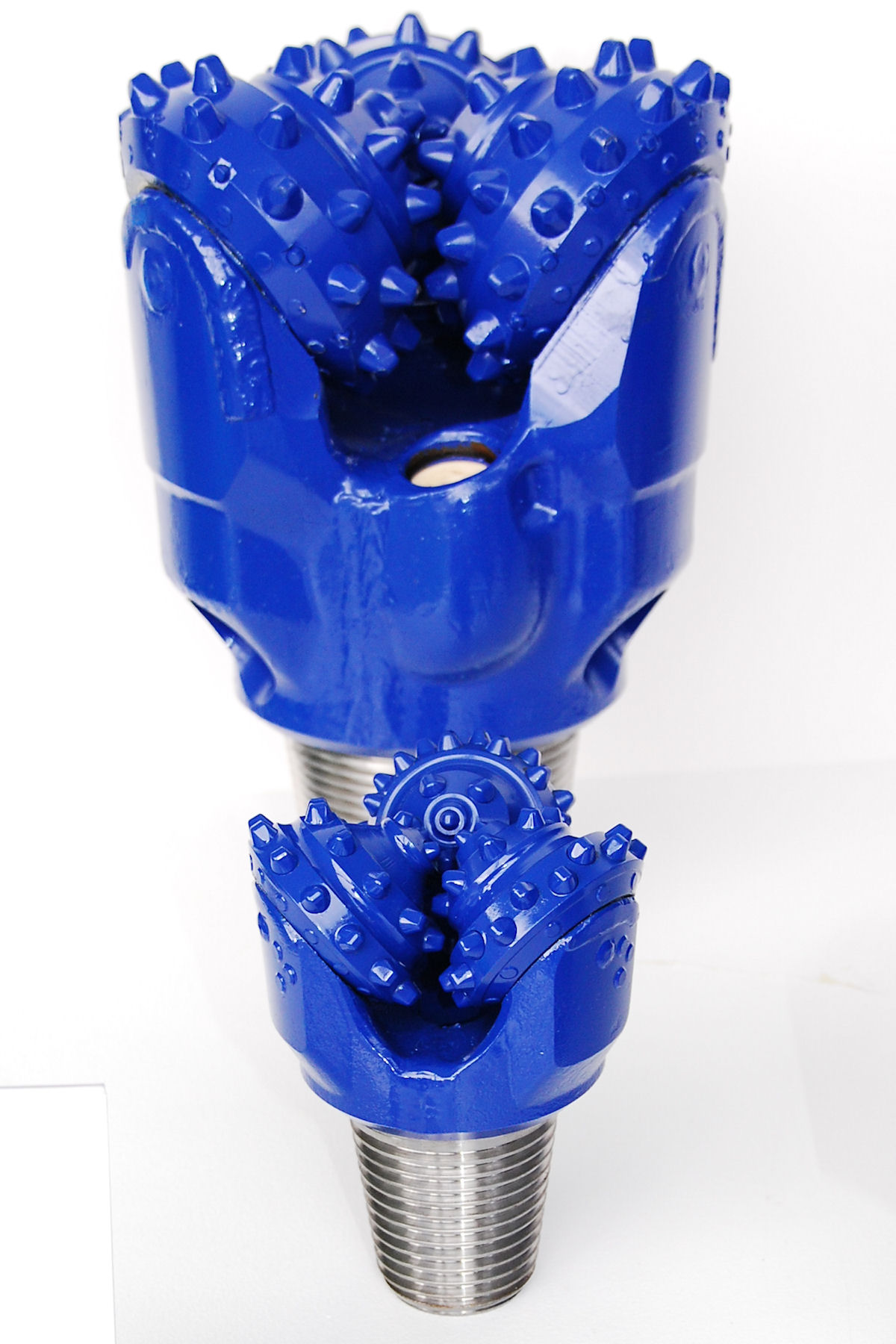
Бурове долото

Буровий інструмент (англ. drilling tool; нім. Bohrwerkzeug, Bohrgeräte) — загальна назва механізмів і пристроїв, що застосовуються при бурінні шпурів, свердловин і ліквідації аварій, що виникають у свердловинах.

## Види
За призначенням виділяють технологічний, допоміжний, аварійний і спеціальний буровий інструмент.
В залежності від галузі застосування (буріння вибухових, геолого-розвідувальних, нафтових або газових свердловин), способу і діаметра буріння номенклатура і конструктивні особливості бурового інструменту в кожній групі мають специфічні особливості.
Технологічний буровий інструмент застосовують для виконання робіт, пов'язаних безпосередньо з процесом буріння свердловин. У нього входить породоруйнуючий буровий інструмент — різці, бурові коронки, долота тощо, інструмент для відбору керна, а також розширювачі, калібратори та інш. для руйнування стінок свердловини з метою надання їй необхідного діаметра і поперечного перетину.
Допоміжний буровий інструмент (ключі, елеватори, спайдери, клинові захвати та інш.) призначений для збирання і розбирання (згвинчування і розгвинчування) бурових колон (бурового ставу), а також підтягування, підіймання, спуску і утримання на вазі або на столі ротора елементів бурильної колони, штанг і обсадних труб.
Буровий інструмент для ліквідації аварій (мітчики, дзвони, труболовки, труборізки, фрезери, торпеди, домкрати і інш.) застосовують при виникненні ускладнень (втрата породоруйнуючого інструмента, відрив або прихват бурової колони, прихват або зняття обсадних труб і т. д.) в процесі буріння свердловин.
Спеціальний буровий інструмент служить для орієнтації технологічного інструмента в стовбурі свердловини з метою здійснення її буріння в заданому напрямі і включає відхилювачі різних конструкцій (турбінні, шпиндель-відхилювачі, уіпсток, стабілізатори та ін.), засоби орієнтування свердловини.